# Mulgi kommun
Mulgi kommun (estniska: Mulgi vald) är en kommun i landskapet  Viljandimaa i södra Estland. Staden Abja-Paluoja utgör kommunens centralort.
Kommunen bildades den 24 oktober 2017 genom en sammanslagning av staden Mõisaküla och de tre kommunerna Abja, Halliste och Karksi.

## Orter
I Mulgi kommun finns tre städer, två småköpingar samt 59 byar.

### Städer
- Abja-Paluoja (centralort)
- Karksi-Nuia
- Mõisaküla

### Småköpingar
- Halliste
- Õisu

### Byar
- Abjaku
- Abja-Vanamõisa
- Ainja
- Allaste
- Atika
- Ereste
- Hirmuküla
- Hõbemäe
- Kaarli
- Kalvre
- Kamara
- Karksi
- Kulla
- Kõvaküla
- Laatre
- Lasari
- Leeli
- Lilli
- Maru
- Metsaküla
- Mõõnaste
- Morna
- Mulgi
- Muri
- Mäeküla
- Naistevalla
- Niguli
- Oti
- Penuja
- Peraküla
- Põlde
- Polli
- Pornuse
- Päidre
- Päigiste
- Pärsi
- Pöögle
- Raamatu
- Raja
- Rimmu
- Räägu
- Saate
- Saksaküla
- Sammaste
- Sarja
- Sudiste
- Suuga
- Tilla
- Toosi
- Tuhalaane
- Umbsoo
- Univere
- Uue-Kariste
- Vabamatsi
- Vana-Kariste
- Veelikse
- Veskimäe
- Ülemõisa
- Äriküla